# Bering Land Bridge National Preserve
Das Bering Land Bridge National Preserve ist ein Naturschutzgebiet unter der Verwaltung des National Park Services im Norden der Seward-Halbinsel von Alaska am Übergang des Kotzebue Sounds zur Tschuktschensee. Kap Espenberg, der nördlichste Punkt des Schutzgebiets, liegt wenige Kilometer über dem Polarkreis. Die kontinentale Wasserscheide, die die Einzugsgebiete des Pazifiks und des Nordpolarmeers trennt, verläuft durch den südlichen Teil des Preserves.

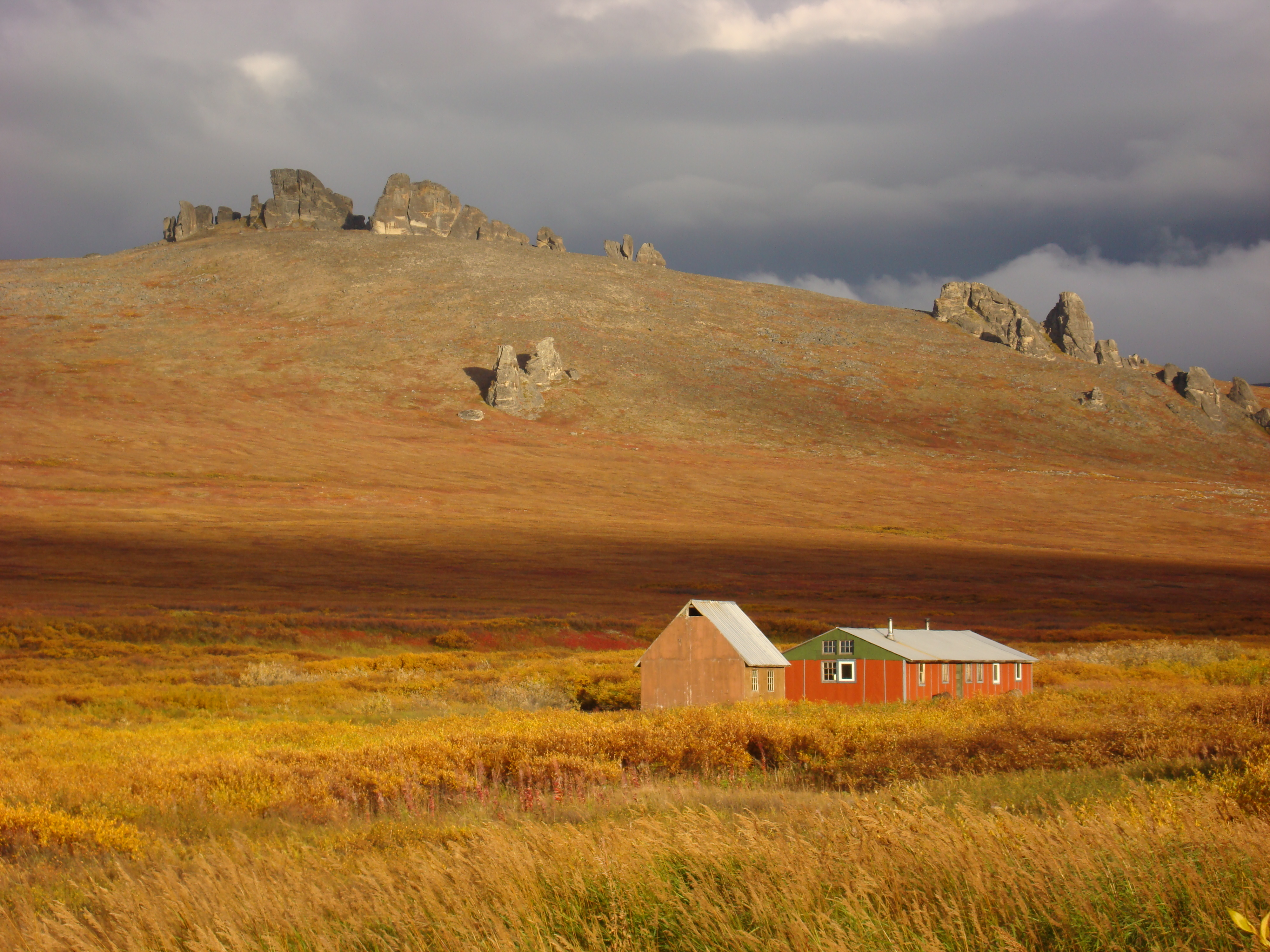
Hütte in der Nähe der Serpentine Hot Springs

Unter Schutz gestellt sind die Reste von Beringia, einer während der Eiszeit des Pleistozän bis vor etwa 10.000 Jahren bestehenden Landbrücke zwischen Nordamerika und Asien, über die die ersten Menschen von Sibirien kommend auf den amerikanischen Kontinent eingewandert waren.
Das Schutzgebiet wurde am 1. Dezember 1978 als National Monument gegründet. Am 2. Dezember 1980 wurde der Status durch den Alaska National Interest Lands Conservation Act auf den eines National Preserves geändert. 
Das Bering Land Bridge National Preserve beinhaltet mehrere Plätze von geologischer und prähistorischer Bedeutung. Die heißen Quellen von Serpentine Hot Springs wurden und werden von den Ureinwohnern Alaskas genutzt. In den Trail Creek Caves, einer Gruppe von zwölf Höhlen, wurden 8500 Jahre alte Steingeräte gefunden. Der Lost Jim Lava Flow ist ein Lavastrom aus dem Holozän.
Es führen keine Straßen in das Gebiet. Im Sommer kann es per Flugzeug oder Schiff erreicht werden, im Winter auch mit Schneemobilen oder Hundeschlitten.